# ルイ・ジョゼフ・フランクール
ルイ・ジョゼフ・フランクール（Louis Joseph Francœur, 1738年10月8日 - 1804年3月10日）は、フランスのヴァイオリニスト、作曲家。パリのオペラ座で音楽監督を務めた。息子に、数学者として活躍したルイ＝バンジャマン・フランクールがいる。

## 生涯
1738年にパリで生まれた。1745年の父の死後は、おじで作曲家のフランソワ・フランクールのもとで育てられた。フランクールはオペラ座において、1762年からはコンサートマスター、1764年から1779年までは教員、1790年までは音楽監督並びに首席指揮者を務めた。フランス革命の勃発により、フランクールのキャリアは大きく狂うことになる。彼はオペラ座の特権を取り戻すべく会社を設立したが、1793年から1794年にかけて投獄されてしまう。1799年にオペラ座で指揮をした後、見放され、忘れられて、多額の借金を抱えたまま1804年にパリで没した。
フランクールは、自作や他人の楽曲の編曲にいくつか作品を遺している。理論書も著しており、「le Diapason général de tous les instruments à vent」（1772年）などがある。